# 錫巴 (阿拉巴馬州)
錫巴（英語：Theba）是一個位於美國阿拉巴馬州克倫肖縣的非建制地區。該地的面積和人口皆未知。

## 地理
錫巴的座標為31°33′21″N 86°18′13″W / 31.55583°N 86.30361°W，而該地最高點為海拔高度88米（即289英尺）。